# 上杉俊和
上杉 俊和（うえすぎとしかず）は、日本の地方公務員、造園家。公益財団法人東京都慰霊協会常務理事。東京都公園協会常務理事。公益特定非営利活動法人 花と緑のまち三鷹創造協会理事。ランドスケープコンサルタンツ協会非常勤役員。財団法人東京動物園協会常任理事、東京都建設局東部公園緑地事務所長、公園緑地部計画課長、公園緑地部長などを歴任。

## 人物
東京都出身。千葉大学大学院から1977年に東京都庁に入庁し、建設局、環境局、都市計画局等において、主に公園緑地行政に携わり計画、設計から維持管理まで経験したあと2012年に東京都を退職。以降は公益財団法人東京都公園協会等で都立公園、庭園等の管理運営を担当。過去には日比谷公園ガーデニングショー実行委員会副委員長も務めた。現在、公益財団法人東京都慰霊協会理事長。
2017年第39回日本公園緑地協会北村賞受賞。